# Weinmannia davidsonii
Weinmannia davidsonii är en tvåhjärtbladig växtart som beskrevs av A.Fuentes & Z.S.Rogers. Weinmannia davidsonii ingår i släktet Weinmannia och familjen Cunoniaceae. Inga underarter finns listade i Catalogue of Life.